# Verdensdamen - Else Marie Bukdahl
|  | Denne artikel er oprettet af botten Steenthbot ud fra en ekstern database. Den kan derfor have sproglige fejl eller mangler. Denne skabelon kan fjernes efter kontrol af indholdet. |

Verdensdamen - Else Marie Bukdahl er en dansk dokumentarfilm fra 2019 instrueret af Torben Glarbo.

## Handling
Else Marie Bukdahl -  et 82 årigt kuglelyn. Filmen følger Bukdahl gennem et år og fortæller samtidig om et liv viet til kunsten, oplysningen, forskningen, nysgerrigheden og retfærdigheden.
Gennem sit virke som rektor for Kunstakademiet i en tyveårig periode fra 1985 til 2005 - og en samtidig position som medlem af Ny Carlsbergfondets Direktion har hun været en aktiv agent for den opblomstring af dansk billedkunst, der fandt sted i perioden.
At hun så samtidig har haft tid til en karriere som internationalt anerkendt Diderot-forsker og forfatter til flere kunsthistoriske værker gør kun hendes virke endnu mere interessant at fastholde for eftertiden i en film. Projektet er altså en dokumentarfilm, der skildrer Bukdahls virke gennem besøg på centrale steder og samtaler mellem hende selv og en række af de mennesker hun har samarbejdet med.

## Medvirkende
- Else Marie Bukdahl